# Neuendorf (Soleure)
Neuendorf est une commune suisse du canton de Soleure, située dans le district de Gäu.

Vue aérienne (1962)

## Présentation
Neuendorf doit avant tout sa célébrité à son accueil et son très grand support vis-à-vis des Juifs et des opprimés pendant la Seconde Guerre mondiale.
Le maire de Neuendorf n'a-t-il pas dit en 2004 : « Neuendorf a donné de soi-même dans son combat contre l'Injustice et les Fléaux de ce monde. »
Par ailleurs une grande spécialité culinaire de Neuendorf est la soupe aux champignons noirs. Ce plat local est possible grâce à ses nombreux champignons
noirs qui poussent sur ses coteaux. Seul le vent du Sud adoucissant le rigoureux climat suisse permet une telle chose.